# Ansty and Staplefield
Ansty and Staplefield är en civil parish i Storbritannien.   Den ligger i grevskapet West Sussex och riksdelen England, i den södra delen av landet, 60 km söder om huvudstaden London. Arean är 39 kvadratkilometer.
Terrängen i Ansty and Staplefield är huvudsakligen platt.